# Tarragona metróállomás
Tarragona egyike a Spanyolországban található barcelonai metró metróállomásainak.

## Nevezetességek az állomás közelében
- Scòpic Miniatur Barcelona - H0-s méretarányú vasúti terepasztal[1]

## Metróvonalak
Az állomást az alábbi metróvonalak érintik:
- 3-as metróvonal

## Kapcsolódó állomások
Az állomáshoz az alábbi állomások vannak a legközelebb:
- Sants Estació (Zona Universitària, 3-as metróvonal)
- Espanya (Trinitat Nova, 3-as metróvonal)